# Psarocolius
Genre
Synonymes
- Gymnostinops Sclater, 1886[2]
- Clypicterus Bonaparte, 1850[2]

Psarocolius est un genre d'oiseaux de la famille des Icteridae.

## Liste des espèces
Selon la classification de référence du Congrès ornithologique international (version 6.4, 2016) :
- Psarocolius angustifrons (von Spix, 1824) - Cassique roussâtre
  - Psarocolius angustifrons alfredi (Des Murs, 1856)
  - Psarocolius angustifrons angustifrons (von Spix, 1824)
  - Psarocolius angustifrons atrocastaneus (Cabanis, 1873)
  - Psarocolius angustifrons neglectus (Chapman, 1914)
  - Psarocolius angustifrons oleagineus (Sclater, PL, 1883)
  - Psarocolius angustifrons salmoni (Sclater, PL, 1883)
  - Psarocolius angustifrons sincipitalis (Cabanis, 1873)
- Psarocolius atrovirens (d'Orbigny & Lafresnaye, 1838) - Cassique olivâtre
- Psarocolius bifasciatus (von Spix, 1824) - Cassique du Para
  - Psarocolius bifasciatus bifasciatus (von Spix, 1824)
  - Psarocolius bifasciatus neivae (Snethlage, E, 1925)
  - Psarocolius bifasciatus yuracares (d'Orbigny & Lafresnaye, 1838)
- Psarocolius cassini (Richmond, 1898) - Cassique de Cassin
- Psarocolius decumanus (Pallas, 1769) - Cassique huppé
  - Psarocolius decumanus decumanus (Pallas, 1769)
  - Psarocolius decumanus insularis (Dalmas, 1900)
  - Psarocolius decumanus maculosus (Chapman, 1920)
  - Psarocolius decumanus melanterus (Todd, 1917)
- Psarocolius guatimozinus (Bonaparte, 1853) - Cassique noir
- Psarocolius montezuma (Lesson, R, 1830) - Cassique de Montezuma
- Psarocolius viridis (Statius Müller, PL, 1776) - Cassique vert
- Psarocolius wagleri (Gray, GR, 1844) - Cassique à tête brune
  - Psarocolius wagleri ridgwayi (van Rossem, 1934)
  - Psarocolius wagleri wagleri (Gray, GR, 1844)